# Melchior von Diepenbrock
Melchior von Diepenbrock (født 6. januar 1798, død 20. januar 1853) var en tysk prædikant og forfatter.
von Diepenbrock, der som ung løjtnant deltog i befrielseskrigen mod Napoleon, blev siden 1817 stærkt påvirket af teologen, professor Michael Sailer. Han blev præsteviet 1823 og blev 1845 bayersk friherre samt fyrstbiskop af Breslau. I 1848 var han medlem af Frankfurterparlamentet og blev 1850 udnævnt til kardinal.
von Diepenbrock udgav blandt andet Geistlicher Blumenstrauss aus spanischen und deutschen Dichtergärten (1829; 4. udgave 1862), Heinrich Susos Leben und Schriften (1829, 4. udgave 1884), Predigten (1841-43) og Sämmtliche Hirtenbriefe (1853).
von Diepenbrock er behandlet i monografier af Förster, "Melchior von Diepenbrock" (1859, 3. oplag 1878), Reinkens, "Melchior von Diepenbrock" (1881), og Finke, "Zur Erinnerung an Kardinal Melchior von Diepenbrock" (1898).